# Nikolaus Alexander von Pomeiske
Nikolaus Alexander von Pomeiske (* 4. Juni 1717 in Groß Pomeiske im Kreis Bütow in Hinterpommern; † 20. Mai 1785 in Riesenburg in Ostpreußen) war ein preußischer Generalleutnant und Ritter des Ordens Pour le Mérite.

## Leben

### Herkunft
Nikolaus Alexander von Pomeiske war Sohn des Gutsbesitzers Klaus Asmus von Pomeiske auf Groß Pomeiske, der mit Dorothea Emilie von Pirch, der vierten Tochter des Martin von Pirch auf Rosincke, verheiratet war, und wurde auf dem Stammgut der Familie Pomeiske geboren. Er war dort um 1756 Erbherr.

### Werdegang
Seine Eltern schickten ihn auf das Danziger Gymnasium, das er im 16. Lebensjahr verließ, um 1733 eine militärische Laufbahn als Fahnenjunker beim Dragonerregiment von Plathen zu beginnen. 1738 wurde er Fähnrich. Sein erster Feldzug 1740 führte ihn nach Schlesien. 1741 wurde er Secondelieutenant des Regiments Posadowsky (späteres Regiment Lottum). Er nahm sowohl an der Belagerung und Eroberung von Glogau teil als auch an der Belagerung von Neiße und an der Schlacht bei Mollwitz. 1752 wurde er Stabshauptmann. Im Zweiten Schlesischen Krieg nahm er an der Belagerung von Prag sowie an der Schlacht bei Hohenfriedberg teil, wo ihm das Pferd unter dem Körper durch Beschuss weggerissen wurde. 1757 wurde er wirklicher Hauptmann, im selben Jahr Obristwachtmeister und Obristlieutenant. Nachdem er im Siebenjährigen Krieg im Februar 1757 eine eigene Eskadron erhalten hatte, wurde er einen Monat später zum Major befördert. Anschließend nahm er an der Aktion bei Reichenberg, der Schlacht bei Prag und der Schlacht bei Kolin teil. Wegen seiner Tapferkeit wurde er zum Oberstlieutenant befördert, außerdem bekam er 1757 den Orden Pour le Mérite verliehen. In der Folgezeit beteiligte er sich an der Schlacht bei Breslau, der Schlacht bei Leuthen, der Schlacht bei Zorndorf und der Schlacht bei Hochkirch, wo ihm abermals das Pferd getötet wurde. Danach nahm er an der Schlacht von Liegnitz und an der Schlacht bei Torgau teil. 1758 folgte die Ernennung zum Kommandeur des Regiments Holstein-Gottorp. Friedrich der Große zollte ihm viel Lob. 1759 wurde Pomeiske Obrist. Nachdem er im Jahr 1761 mit seinem Regiment an Kämpfen in Hinterpommern teilgenommen hatte, wurde ihm der vakant gewordene Posten des Chefs des ehemaligen Dragonerregiment von Holstein-Gottorp anvertraut. 1764 wurde er zum Generallieutenant der Kavallerie befördert. Er war auch an dem Feldzug von 1778/79 beteiligt. Inhaber des Dragonerregiments Nr. 9 war er über den gesamten Zeitraum 1761–1785 hinweg, vierundzwanzig Jahre lang.

### Familie
1762 heiratete er Helene Sophie von Koschembahr, die jüngste Tochter von Hans Wolf von Koschenbar. Aus der Ehe gingen zwei Söhne hervor, 1763 Nikolaus Georg und 1764 Alexander Friedrich August. Er überlebte jedoch seine beiden Söhne. Mit dem Tod von Nikolaus Alexander von Pomeiske 1785 erlosch auch das Geschlecht Pomeiske, das ursprünglich eigentlich Hirsch-Pomoyski hieß. Pomeiske stiftete durch Testament vom 12. Mai 1785 ein Familienfideikommiss und legte dem jeweiligen Besitzer des Guts Groß Pomeiske die Verbindlichkeit auf, neben seinem eigenen Namen auch den Namen und das Wappen der Familie Pomeiske zu führen. In seinen Besitz folgte ihm zunächst die Familie Lettow-Pomeiske und – als diese schon 1840 ebenfalls erlosch – danach die Familie Schwerdtner-Pomeiske, die den letzten Fideikommiss-Besitzer stellte und die auf dem Gut bis zum Ende des Zweiten Weltkriegs ansässig war.